# خوان بابلو نييتو
خوان بابلو نييتو (بالإسبانية: Juan Pablo Nieto) (25 فبراير 1993 ببيريرا في كولومبيا - ) هو لاعب كرة قدم كولومبي في مركز الوسط. شارك مع منتخب كولومبيا تحت 20 سنة لكرة القدم. أما مع النوادي، فقد لعب مع أليانزا بتروليرا.

## روابط خارجية
- خوان بابلو نييتو على موقع الاتحاد الدولي (مؤرشف)  (الإنجليزية)
- خوان بابلو نييتو على موقع قاعدة بيانات كرة القدم.إي يو (الإنجليزية)
- خوان بابلو نييتو على موقع Soccerway.com (الإنجليزية)
- خوان بابلو نييتو على موقع AS.com (الإسبانية)